# Faustino López Vargas
Faustino López Vargas (Aldama, Tamaulipas; 27 de septiembre de 1958 - Trancoso, Zacatecas; 8 de octubre de 2022) fue un político y médico mexicano, miembro del partido Movimiento Regeneración Nacional (morena). Fue Senador de la República en la LXV Legislatura del Congreso de la Unión, fungiendo como suplente de Américo Villarreal Anaya, desde el 2 de enero de 2022 hasta el 26 de septiembre del mismo año, y del día 28 de ese mismo mes hasta su muerte en octubre de 2022.

## Trayectoria profesional
Faustino López Vargas nació el 27 de septiembre de 1958 en Aldama, Tamaulipas. Estudió la carrera de médico cirujano en la Universidad del Noreste de Tampico, Tamaulipas. De 1983 a 1987 ejerció su carrera en diversas poblaciones del Estado de Oaxaca y desde 1987 hasta 2017 lo hizo en el estado de Tamaulipas. En 2018 fue nombrado coordinador estatal de los servicios médicos del primer nivel de atención.

## Trayectoria política
Participó en la fundación del Partido de la Revolución Democrática en 1989 y del partido Movimiento Regeneración Nacional en 2014. En las elecciones federales de 2018 fue postulado como suplente de Américo Villarreal Anaya, candidato a Senador de la República por Tamaulipas. En enero de 2022 ocupó el cargo de Senador, después de que Villarreal pidiera licencia del cargo para postularse como gobernador del Estado de Tamaulipas en las elecciones estatales de 2022. López Vargas abandonó brevemente el curúl en septiembre de 2022 cuando Villarreal pidió reincorporarse al Senado para posteriormente volver a pedir licencia al día siguiente.

## Muerte
Faustino López Vargas falleció el 8 de octubre de 2022 junto a su esposa en un accidente automovilístico en el municipio de Trancoso, Zacatecas, mientras se dirigían al informe de labores de la senadora zacatecana Soledad Luévano Cantú.